# Gustafsson
Gustafsson är ett vanligt svenskt efternamn som kan stavas på något olika sätt. Den 31 december 2012 var följande antal personer bosatta i Sverige med stavningsvarianterna
- Gustafsson 71 370
- Gustavsson 25 115
- Gustafson 868
- Gustavson 139
- Gustawsson 13
- Gustafzon 12
- Gustawson 8
- Gustaphson 4
- Gustaphsson 3
- Gustaphzon 3
- Gustafsohn 2

Tillsammans blir detta 97 537 personer, vilket är 1 person mer än det antal som Statistiska Centralbyrån uppger, och som ger namnet plats nummer 10 på listan över Sveriges vanligaste efternamn. Namnet var ursprungligen ett patronymikon med betydelsen Gustafs son.

## Personer med efternamnet Gustafsson eller varianter av detta namn

### A
- Agne Gustafsson (1925–2021), statsvetare
- Alexander Gustafsson (född 1987), kampsportare
- Alf Gustavsson (1902–1987), konstnär
- Alfred Gustafsson (1867–1940), glasformgivare
- Allan Gustafsson, flera personer
  - Allan Gustafsson (friidrottare) (1920–1999)
  - Allan Gustafsson (regissör) (född 1972)
- Alrik Gustafson (1903–1970),svensk-amerikansk litteraturhistoriker och översättare
- Anders Gustafsson, flera personer
  - Anders Gustafsson (1852–1948), lantbrukare och politiker
  - Anders Gustafsson (arkitekt) (1923–1999)
  - Anders Gustavsson (etnolog) (född 1940)
  - Anders Gustavsson (frivilligsoldat) (1899–1990), frivillig soldat i röda armén
  - Anders Gustafsson (kanotist) (född 1979)
  - Anders Gustavsson (konstnär) (född 1948)
  - Anders Gustafsson (politiker) (1899–1974), socialdemokrat i Malmö
  - Anders Gustavsson (skådespelare) (född 1972)
- Andreas Gustafsson, flera personer
  - Andreas Gustafsson (gångare) (född 1981)
  - Andreas Gustafsson (kulstötare) (född 1975)
- Anna Gustavsson (född 1989), handbollsmålvakt
- Anna Gustafson (mejerska) (1860–1944)
- Anna Gustafsson Chen (född 1965), sinolog, bibliotekarie, översättare och bloggare
- Anton Gustafsson (född 1990), ishockeyspelare
- Anton Gustavsson (född 1986), kulturjournalist
- Arne Gustafsson, flera personer
  - Arne Gustafsson (fotbollsspelare) (1914–2004), fotbollsspelare
  - Arne Gustafsson (ingenjör) (1924–2008), ingenjör och företagsledare
  - Arne Gustafsson (född 1929), sjömilitär
- Aron Gustafsson (1880–1963), lantbrukare och politiker
- Arthur Gustafson (1870–1957), lantbrukare och politiker
- Arvid Gustavsson av Vik (död 1379 eller 1380), lagman av Finland
- August Gustafsson (1875–1938), dragkampare
- August Gustafsson Lohaprasert (född 1993), fotbollsspelare
- Axel Gustafsson (1900–1992), pastor och politiker, folkpartist
- Azadeh Rojhan Gustafsson (född 1986), svensk politiker, socialdemokrat

### B
- Bengt Gustafsson, flera personer
  - Bengt Gustafsson (astronom) (född 1943), professor
  - Bengt Gustavsson (fotbollsspelare) (1928–2017), fotbollsspelare, "Julle"
  - Bengt Gustavsson (journalist) (född 1946), chefredaktör
  - Bengt Gustafsson (läkare) (1916–1986), professor
  - Bengt Gustafsson (militär) (1933–2019), överbefälhavare
  - Bengt Gustafsson (politiker) (född 1960), moderat i Kungälv
  - Bengt Gustavsson (politiker) (1925–2021), landshövding
  - Bengt Gustafsson (sångare) (1953–2022)
  - Bengt Gustavsson (Tre Rosor till Horshaga) (död 1460), biskop i Strängnäs
  - Bengt Gustafsson (volleybollspelare) (född 1963)
  - Bengt-Åke Gustafsson (född 1958), ishockeyspelare och tränare
- Benny Gustafsson (1934–2009), konstnär
- Berit Gustafsson (1926–2012), skådespelare
- Berndt Gustafsson (1920–1975), religionssociolog
- Berne Gustavsson (född 1940), militär
- Bernt Gustavsson (född 1946), idéhistoriker
- Bertil Gustafsson (född 1939), datavetare
- Bertil Gustavsson (1907–1984), friidrottare (stavhopp)
- Bertil Gustavsson (fackföreningsman) (1927–2001)
- Billy Gustafsson (1948–2018), politiker, socialdemokrat
- Birger Gustafsson (1874–1969), affärsman och seglare
- Birger Gustavson (1918–1989), arkitekt
- Birgit Gustavsson (född 1937), konstnär
- Björgvin Páll Gústavsson (född 1985), isländsk handbollsspelare
- Björn Gustafsson, flera personer
  - Björn Gustafson (född 1934), skådespelare
  - Björn Gustafsson (född 1986), komiker och skådespelare
  - Björn Gustavsson (fotbollsspelare)
- Bo Gustavsson, flera personer
  - Bo Gustafson (1935–2023), arkitekt
  - Bo Gustafsson (född 1954), gångare
  - Bo Gustavsson (författare) (född 1946), författare, kritiker och översättare
  - Bo Gustavsson (ingenjör) (född 1938), ingenjör och uppfinare
  - Bo Gustafsson (ekonomhistoriker) (1931–2000), ekonomisk historiker
  - Bosse Gustafson (1924–1984), konstnär, grafiker, författare och debattör
- Börje Gustafsson (1924–2009), präst

### C
- Camilla Gustafsson (född 1969), fotbollsspelare
- Carl Gustafsson, flera personer
  - Carl Gustafsson (brottare) (1865–1903), brottare och viktlyftare
  - Carl Gustafsson i Mjölby (1862–1941), riksdagsledamot i andra kammaren
  - Carl Gustafsson i Södra Vi (1828–1907), riksdagsman i bondeståndet
  - Carl August Gustafsson (1874–1955), elektroingenjör
  - Carl August Gustafsson (skogvaktare) (1857–1937), skogvaktare och folkbildare
  - Carl-Eric Gustafsson (1905–1994), målare
  - Carl Peter Gustafsson (1846–1916), hemmansägare och riksdagsman
  - Carl Theodor Gustafsson (1875–1959), skofabrikant
- Caroline Gustavsson (född 1975), religionspedagog
- Charles Gustafsson (född 1932), fotbollsspelare
- Charlie Gustafsson (född 1992), skådespelare
- Charlotte Gustavsson (född 1979), idrottsledare
- Christer Gustafsson (född 1987), fotbollsspelare
- Christina Gustafsson (född 1970), jazzsångerska
- Claes Gustafsson (född 1966), kemist
- Claes Gustavsson (född 1964), författare och grafisk formgivare
- Conny Gustafsson (född 1948), politiker, moderat
- Curt-Christer Gustafsson (född 1938), militär

### D
- Dagmar Gustafson (1895–1989), operasångerska och sångpedagog
- Dan Göran Gustavsson (född 1946), silversmed
- Daniel Gustavsson (född 1971), skådespelare
- Daniel Gustavsson (fotbollsspelare) (född 1990)
- Daniel Gustafsson (översättare) (född 1972), översättare, litteratur- och teatervetare
- David Gustafsson (född 2000), ishockeyspelare
- Dennis Gustavsson (född 1972), bandyspelare

### E
- Eddie Gustafsson (född 1977), fotbollsmålvakt
- Edit Gustafson (1886–1968), konstnär
- Edvard Gustafsson (1923–2008), arkitekt
- Edvin Gustafsson (1888–1966), banvakt och socialdemokratisk politiker
- Einar Gustafsson (1914–1995), lantbrukare och politiker, bondeförbundare
- Elin Gustafsson (1887–1981), finländsk konstnär
- Elin Gustafsson (politiker) (född 1989), socialdemokrat
- Elina Gustafsson (född 1992), finländsk boxare
- Elisabet Gustafson (född 1964), curlare, gift med skridskoåkaren Tomas Gustafson
- Elisabet Gustafsson (född 1972), filmregissör och manusförfattare
- Emil Gustafson, flera personer
  - Emil Gustavsson (född 1993), skolpolitiker
  - Emil Gustafson (Helgelseförbundet) (1862–1900), evangelist och sångförfattare
  - Emil Gustafsson (uppfinnare) (1886–1953), uppfinnare och metallurg
  - Emil Gustafson i Vimmerby (1887–1976), lantbrukare och politiker
- Emilie Gustafsson (1832–1897), skådespelare
- Emma Gustavsson (född 1992), fotbollsspelare
- Erik Gustafsson, flera personer
  - Eric Gustafson (1897–1981), skådespelare
  - Erik Gustavson (född 1955), norsk regissör, manusförfattare och producent
  - Erik Gustavsson (1913–2005), konstnär
  - Erik Gustafsson (ishockeyspelare född 1988), ishockeyspelare
  - Erik Gustafsson (ishockeyspelare född 1992), ishockeyspelare
  - Erik Gustafsson (ishockeyspelare född i Oskarshamn) (född 1992)
  - Erik Gustafsson (Stenbock) (1538–1602), friherre, militär, riksråd och hovman
- Eva Gustafsson (född 1954), friidrottare, medeldistans
- Evald Gustafsson (1927–1993), landsantikvarie
- Evald Gustavsson (1904–1990), chefredaktör (från 1959 med efternamnet Gutarp)
- Evert Gustavsson, fotbollsspelare

### F
- Filip Gustafsson (född 2002), fotbollsspelare
- Filip Gustavsson (född 1998), ishockeymålvakt
- Frans Gustafson, skulptör och byggnadsentreprenör
- Fredrik Gustafson (född 1976), fotbollsspelare
- Fredrik Gustafsson (född 1964), sensorforskare
- Frida Gustavsson (född 1993), fotomodell
- Fridolf Gustafsson (1853–1924), finländsk filolog

### G
- Gabriel Gustafson (1853–1915), arkeolog
- Gabriella Gustafson (född 1974), formgivare
- Gavriil Gustavson (1840–1908), rysk kemist
- Georg Gustafsson, flera personer
  - Georg Gustafsson (lantmätare) (1825–1879)
  - Georg Gustafsson (fysiker) (född 1932), rymdfysiker
  - Georg Gustafsson (pastor) (1899–1983), pionjär inom pingstväckelsen
- Glenn Gustafsson (född 1998), ishockeyspelare
- Gotthard Gustafsson (1902–1950), etnolog
- Gunnar Gustafsson, flera personer
  - Gunnar Gustafsson (arkitekt) (född 1933)
  - Gunnar Gustafsson (konstnär) (1904–1986)
  - Gunnar Gustafsson (politiker) (1922–1993), ombudsman och socialdemokratisk politiker
  - Gunnar Gustafson (zoolog) (1891–1988), zoolog
- Gunnel Gustafsson (född 1943), statsvetare
- Gustaf Gustafsson, flera personer
  - Gustaf Gustafsson (teaterdirektör) (1835–1884), teaterdirektör
  - Gustaf Gustafsson (tidningsman) (1865–1933), politiker
  - Gustaf Gustafsson i Vi (1856–1926), lantbrukare och politiker
  - Gustaf Gustafsson i Älvsered (1875–1934), disponent och politiker
  - Gustav A. Gustafson (1879–1929), filmfotograf
  - Gustaf Gustafsson (1902–1991), fotbollsspelare
- Gusti Gustavsson (1912–1982), politiker, socialdemokrat
- Göran Gustafsson, flera personer 
  - Göran Gustafsson (affärsman) (1919–2003), affärsman och forskningsdonator
  - Göran Gustafsson (religionssociolog) (1936–2018), professor
- Gösta Gustafson (1886–1963), skådespelare
- Gösta Gustavson (1931–2008), konstnär, målare, tecknare, grafiker
- Gösta Gustavson (1895–1962), konstnär
- Gösta Gustafson (fysiker) (född 1941)

### H
- Halvar Gustafsson (1887–1953), arméofficer
- Hanna Gustavsson (född 1985), illustratör. serietecknare och författare
- Hampus Gustafsson, flera personer
  - Hampus Gustafsson (ishockeyspelare född 1991)
  - Hampus Gustafsson (ishockeyspelare född 1993)
- Hans Gustafsson, flera personer
  - Hans Gustafsson (1912–1981), politiker, socialdemokrat, civilminister, landshövding i Jämtland
  - Hans Gustafsson (1923–1998), politiker, socialdemokrat, statsråd 1973–1988, från Blekinge
  - Hans Gustafsson (skådespelare), (född 1945)
- Harald Gustafsson (född 1953), historiker, professor
- Helge Gustafsson (1900–1981), gymnast
- Helmer Gustavson, flera personer
  - Helmer Gustavson (kemist) (1896–1973), läderkemist
  - Helmer Gustavson (runolog) (1938–2018)
- Henning Gustafsson (1900–1982), kommunalarbetare och politiker, folkpartist
- Henrik Gustafsson (född 1934), åländsk ämbetsman, landshövding
- Henrik Gustavsson (fotbollsspelare) (född 1976)
- Herbert Gustavson (1895–1986), arkivarie och språkforskare
- Hilda Kristina Gustafson-Lascari (1885–1937), skulptör
- Hilding "Moggli" Gustafsson (1914–1999), ishockey- bandy- och fotbollsspelare
- Hjalmar Gustafson, flera personer
  - Hjalmar Gustafson (1883–1961), journalist och politiker, socialdemokrat
  - Hjalmar Gustafson (1893–1980), lantbrukare och politiker, socialdemokrat
- Holger Gustafsson (född 1946), politiker, kristdemokrat
- Håkan Gustafsson (född 1961), jurist

### I
- Ida Gustafsson (aktiv 2013), gymnast
- Ille Gustafsson (1898–1981), militärmusiker, dirigent och kompositör
- Ingemar Gustafsson, från 1961 Ingemar Leckius, författare
- Inger Gustafsson (född 1948), politiker, folkpartist, från Jönköpings län
- Inger Gustavsson (född 1940), politiker, folkpartist, från Älvsborgs norra valkrets
- Ingvar Gustafsson (född 1934), militär
- Ivar Gustafsson (1890–1977), konstnär

### J
- Jack Gustavsson (född 1945), uppfinnare och företagare
- James Gustafson (1925–2021), amerikansk teolog
- Jan-Eric Gustafsson (född 1949), pedagog, professor
- Jan-Erik Gustavsson (född 1959), företagsledare
- Jan-Åke Gustafsson (född 1943), läkare, professor i Sverige och Texas
- Janne Gustafsson (1883–1942), sportskytt
- Jens Gustafsson (född 1978), fotbollstränare
- Jens Gustavsson (ishockeytränare) (född 1974)
- Jesper Gustavsson (född 1994), fotbollsspelare
- Johan Gustafsson (1889–1967), missionsföreståndare, översättare och sångtextförfattare
- Johan Gustafsson (musiker) (född 1965), korsordskonstruktör, kyrkomusiker och kompositör
- Johan Gustafsson (ishockeymålvakt) (född 1992)
- Johan Gustavsson (musiker) (född 1975), punkrockare
- Johan August Gustafsson (1852–1932), träskulptör
- Johan Peter Gustafsson (1871–1940), geolog och botaniker
- Johanna Gustafsson Fürst (född 1973), skulptör
- Johannes Gustafsson (född 1975), innebandyspelare
- Johannes Gustavsson (född 1975), dirigent och violaspelare
- John Gustafsson (1899–1979), lantbrukare och politiker, högerman och nationell
- John Gustavson (1886–1958), filosof och kulturskribent
- John Gustavson (politiker) (1890–1949), politiker, bondeförbundare
- Jonas Gustafsson (född 1974), bandyspelare
- Jonas Gustavsson (född 1984), ishockeymålvakt
- Josefin Gustafsson (född 1991), fotomodell
- Jukka Gustafsson (född 1947), finländsk politiker, undervisningsminister, socialdemokrat
- Jörgen Gustafsson (född 1962), självutnämnt spiritistiskt medium

### K
- Kaj-Erik Gustafsson (född 1942), finländsk organist och tonsättare
- Kalle Gustafsson Jerneholm (född 1970), musikproducent, låtskrivare och musiker
- Karl Gustafsson, flera personer
  - Karl Gustafsson (1883–1945), bondkomiker, känd som Kalle Nämdeman
  - Karl Gustafsson (fotbollsspelare) (1888–1960)
  - Karl Gustafsson Banér (1598–1632), ämbetsman
  - Karl Gustavsson Stenbock (död 1609), friherre, ståthållare, fältmarskalk och riksråd
  - Karl Alfred Gustawsson (1897–1997), arkeolog och fornminnesvårdare
  - Karl Erik Gustafsson (1938–2018), företagsekonom och medieprofessor
  - Karl G Gustafson (1936–2016), skådespelare
  - Karl Johan Alfred Gustafsson (1862–1936), lantbrukare och riksdagsman
  - Karl Nicklas Gustavsson (1972–2021), tonsättare och producent
- Katarina Gustafsson (född 1947), skådespelare
- Kenneth Gustafsson, flera personer
  - Kenneth Gustavsson (arkeolog) (född 1954), åländsk arkeolog
  - Kenneth Gustafsson (fotbollsspelare) (född 1983)
  - Kenneth Gustavsson (fotbollsspelare) (född 1982)
  - Kenneth Ingemar Gustafsson (född 1982), fotbollsspelare
- Kenta Gustafsson (1948–2003), deltagit i dokumentärfilmer, sångare och musiker
- Kerstin Gustafson (1933–2015), senare känd som Kerstin Nilsson (skådespelare)
- Kerstin Gustafsson (född 1944), översättare
- Klas Gustafson (född 1950), journalist, musikskribent och författare
- Kristofer Gustavsson (född 1980), bandymålvakt
- Kåge Gustafson (tecknare) (1917–2006)

### L
- Lars Gustafsson, flera personer
  - Lars Gustafsson (1936–2016), filosof, författare och poet
  - Lars Gustavsson (född 1940), filmare, regissör, manusförfattare och producent
  - Lars Gustafsson (kristdemokrat) (född 1951), politiker, bilmekaniker
  - Lars Gustafsson (litteraturhistoriker) (1927–2017)
  - Lars Gustafsson (socialdemokrat) (1925–2016), politiker, universitetslektor i sociologi
  - Lars-Eric Gustafsson (född 1935), roddare
  - Lars-Erik Gustafsson (1938–2014), hindeerlöpare
  - Lars Eric Gustafsson (advokat) (född 1956)
  - Lars H. Gustafsson (född 1942), barnläkare, författare och samhällsdebattör
  - Lars-Åke Gustafsson (född 1950), ishockeyspelare
  - Lars-Åke Gustavsson (född 1948), radioprogramledare
- Lasse Gustavson (född 1956), brandman, författare och föredragshållare
- Lena Gustafsson (född 1949), professor i mikrobiologi
- Lennart Gustafsson (politiker) (1891–1920), högerpolitiker
- Lennart Gustavsson (politiker) (född 1954), vänsterpartist
- Lennart Gustafsson (amimatör) (född 1946), filmanimatör
- Lill Gustafsson (född 1961), friidrottare
- Linda Gustavson (född 1949), amerikansk simmare
- Linnea Gustafsson (född 1986), orienterare
- Lisbeth Gustafsson (född 1951), journalist och författare, teologie hedersdoktor
- Lotten Gustafsson Reinius (född 1965), etnolog och museichef
- Lovisa Gustafsson (född 1994), hopprepare

### M
- Madeleine Gustafsson (född 1937), författare, litteraturkritiker och översättare
- Madeleine Gustafsson (handbollsspelare) (född 1980)
- Magnus Gustafsson, flera personer
  - Magnus Gustafsson (graffitimålare) (född 1972), "Nug"
  - Magnus Gustafsson (journalist) (född 1975), sportkommentator
  - Magnus Gustafsson (riksspelman) (född 1955), författare
  - Magnus Gustafsson (tennisspelare) (född 1967)
  - Magnus Gustafsson (fotbollsspelare) (född 1967)
  - Magnus Gustafsson (mikrobiolog) (född 1917)
- Malte Gustafson (1914–1986), målare
- Marcus Gustafsson (född 1988), parkourutövare
- Margareta Gustafsson (1899–1988), skulptör
- Maria Gustafsson, flera personer
  - Maria Gustafsson (friidrottare) (född 1988)
  - Maria Gustafsson (författare) (1946–2025), thrillerförfattare
  - Maria Gustafsson (orienterare) (född 1967)
- Markus Gustafsson (född 1989), fotbollsspelare
- Markus Gustafsson (fotbollsspelare född 1987)
- Martin Gustavsson (född 1980), simmare
- Matilda Gustavsson (född 1987), kulturjournalist
- Mats Gustafsson (född 1964), jazzsaxofonist
- Mats Gustafsson (fotbollsspelare) (född 1975)
- Mattias Gustafsson (född 1978), handbollsspelare
- Max Gustafson (född 1977), serietecknare
- Mika Gustafson (född 1988), filmregissör, manusförfattare och filmproducent
- Mikael Gustafsson (född 1966), politiker, vänsterpartist
- Mikaela Gustafsson (född 1993), basketspelare
- Mona Gustafsson (född 1956), sångerska, gitarrist och låtskrivare

### N
- Nils Gustafsson, flera personer
  - Nils Gustafsson (motortekniker) (1898–1966), motortekniker
  - Nils Gustafsson (musiker) (1904–1980), violinist
  - Nils Gustafsson (skådespelare) (1910–1989), kyrkoherde
  - Nils Gustafsson (Rossviksätten) (död omkring 1440), riksråd och lagman
  - Nils-Eric Gustafsson (1922–2017), lantbrukare och politiker, centerpartist
  - Nils-Olof Gustafsson (1934–2012), politiker, socialdemokrat
  - Nils Gustafsson (statsvetare) (född 1979), universitetslektor

### O
- Ola Gustafsson (född 1969), gitarrist
- Oliver Gustafsson (född 1993), fotbollsmålvakt
- Olle Gustafsson (född 1934), målare
- Oscar Gustafson (aktiv 1917–1919), norsk skådespelare och regissör
- Oscar Gustafsson (1889–1953), fotbollsspelare
- Owe Gustafson (född 1940), författare, konstnär, illustratör

### P
- Patrik Gustafsson (född 1983), bandyspelare
- Patrik Gustavsson (född 1969), konstnär
- Paul Gustafsson (1923–2002), finländsk diplomat
- Peder Gustafsson (född 1964), programledare och radioreporter
- Per Gustafsson, flera personer
  - Per Gustafsson (född 1970), ishockeyspelare
  - Per Gustavsson (född 1951), författare
  - Per Gustavsson (illustratör) (född 1962), barnboksförfattare
  - Per Gustafsson (journalist) (född 1956)
  - Per Gustafsson (konstnär) (född 1970)
  - Per Gustafsson i Benestad (1880–1942), lantbrukare och politiker
  - Per Anders Gustavsson, (född 1974), partiledare i Ny demokrati 1998–1999
- Peter Gustafsson (född 1976), golfare
- Peter Gustavsson (1958–2023), ishockeyspelare
- Petter Gustafsson (född 1985), fotbollsspelare
- Pontus Gustafsson (född 1955), skådespelare
- Pär Gustafsson (född 1983), politiker, folkpartist

### R
- Ragnar Gustafsson (arkitekt) (1890–1970), arkitekt
- Ragnar Gustafsson (fotbollsspelare) (1907–1980), fotbollsspelare
- Ragnar Gustafsson (ryttare) (1930–2016)
- Raine Gustafsson (1952–2012), författare och krönikör
- Ralph Gustafsson (född 1950), organist, dirigent och professor
- Reinhold Gustafsson (1920–2013), byggmästare
- Richard Gustafsson (1840–1918), redaktör och politiker
- Rickard Gustafson (född 1964), företagsledare
- Rigmor Gustafsson (född 1966), sångerska
- Robert Gustafsson (född 1964), skådespelare och komiker
- Robert Gustafsson (ishockeyspelare) (född 1978), ishockeyspelare
- Robert Gustafsson (militär) (född 1929), officer i flygvapnet
- Roger Gustafsson (född 1952), fotbollsspelare, matematiklärare och tränare
- Roger Gustavsson (fotbollsspelare)
- Roger Gustafsson (konstnär) (1947–2013), finländsk ingenjör, konsthistoriker och skulptör
- Roland Gustafsson (född 1952), missionsbiskop i Missionsprovinsen
- Rolf Gustafsson, flera personer
  - Rolf Gustavsson (1923–1962), tecknare, "Gurr"
  - Rolf Gustafsson (fotbollsspelare) (1920–2009), fotbollsspelare
  - Rolf Gustavsson (friidrottare) (född 1956), släggkastare
  - Rolf Gustafsson (journalist) (1934–2013), i SVT Västnytt
  - Rolf Gustavsson (journalist) (född 1944), i Svenska Dagbladet
  - Rolf Gustafsson (konstnär) (född 1952)
  - Rolf Gustafsson (militär) (1929–2024), flygofficer
- Roy Gustafsson (född 1958), affärsman och entreprenör
- Rune Gustafsson, flera personer
  - Rune Gustafsson (1933–2012), jazzmusiker och kompositör
  - Rune Gustavsson (1920–2002), politiker, centerpartist
  - Rune Gustafsson (friidrottare) (1919–2011), medeldistanslöpare
  - Rune Gustavsson (friidrottare) (aktiv 1948–1949), sprinter
- Ruth Gustafson (1881–1960), redaktör, kvinnorättsaktivist och riksdagsledamot

### S
- Salomon Gustafsson (1887–1944), godsägare och politiker, högerman
- Samuel Gustafson (född 1995), fotbollsspelare
- Selma Gustafsson (1895–1971), skidåkare
- Simon Gustafsson, flera personer
  - Simon Gustafson (född 1995), fotbollsspelare
  - Simon Gustafsson (friidrottare) (född 1990), friidrottare
  - Simon Gustafsson (speedwayförare) (född 1990), speedwayförare
- Siv Gustafsson (född 1943), nationalekonom
- Solveig Gustafsson (1917–2018), friidrottare och tennisspelare
- Sophie Gustafson (född 1973), golfspelare
- Stefan Gustafsson, flera personer
  - Stefan Gustavsson (fotbollsspelare), fotbollsspelare
  - Stefan Gustavsson (ishockeyspelare) (född 1965), ishockeyspelare
  - Stefan Gustafsson (konstnär) (född 1950), konstnär
  - Stefan Gustafsson (militär) (född 1958), militär och företagsledare
  - Stefan Gustafsson (politiker) (född 1958), kristdemokratisk politiker
  - Stefan Gustavsson (teolog) (född 1960), teolog
- Sten Gustafsson (1923–2017), företagsledare
- Stig Gustavsson (1929–1993), skådespelare
- Stina Gustavsson (1935–2018), centerpartistisk politiker, riksdagsledamot
- Sven Gustafsson, flera personer
  - Sven Gustafsson (1898–1967), svensk-amerikansk skådespelare, bror till Greta Garbo
  - Sven Gustafson (manusförfattare) (1901–1964), journalist
  - Sven Gustavsson (orienterare) (aktiv 1959–1964), orienterare
  - Sven Gustafson (politiker) (1911–1999), folkpartist
  - Sven Gustavsson (slavist) (1938–2013), professor i slaviska språk
  - Sven Gustafsson Stoltz (1710–1766), tapetmakare och kyrkomålare
  - Sven-Åke Gustavsson (född 1951), skådespelare och teaterregissör
- Sverker Gustavsson (född 1940), statsvetare, professor

### T
- Thomas G:son (Gustafsson) (född 1968), gitarrist och låtskrivare
- Thomas Gustafsson (författare) (född 1961), journalist med spanska som specialitet
- Thommy Gustafson (1948–2019), musiker
- Tina Gustafsson (född 1962), simmare
- Tobias Gustavsson (född 1973), artist, musikproducent och kompositör
- Toini Gustafsson Rönnlund (född 1938), längdskidåkare
- Tomas Gustafson (född 1959), skridskoåkare
- Tommy Gustafsson (född 1944), galopptränare
- Tommy "Gyxa" Gustafsson (född 1948), fotbollsspelare
- Tony Gustavsson (född 1973), fotbollsspelare, tränare och expertkommentator
- Torbjörn Gustafsson Chorell (född 1965), idé- och lärdomshistoriker
- Tord Gustafsson (1945–2023), moderat politiker i Skövde
- Tore Gustafsson (född 1962), friidrottare
- Torsten Gustafson (1904–1987), teoretisk fysiker
- Torsten Gustafsson (1920–1994), politiker, försvarsminister, centerpartist
- Torsten Gustafsson (polis) (1911–2005), polisinspektör och skidlöpare
- Tryggve Gustafsson (1918–1989), zoolog, professor

### U
- Ulf Gustafsson (född 1937), roddare
- Ull-Britt Gustafsson-Pensar (född 1931), finländsk psalmbearbetare
- Ulrika Gustafsson (född 1978), finländsk litteraturvetare, redaktör och författare

### V
- Vitalis Gustavsson (1888–1952), skulptör

### W
- Weine Gustavsson (född 1974), fridykare
- Wilhelm Gustafsson (1918–1987), rektor, politiker, folkpartist

### Y
- Ylva Gustavsson (född 1963), filmklippare, synkläggare och regissör
- Yngve Gustafsson (1912–2000), geohydrolog
- Yvette Gustafsson (född 1984), serietecknare och illustratör
- Yvonne Gustafsson (född 1952), ämbetsman, statssekreterare, socialdemokrat

### Å
- Åke Gustafsson (1908–1988), botaniker
- Åke Gustavsson (1943–2016), politiker, socialdemokrat
- Åsa Gustafsson (född 1963), skådespelare, manusförfattare, bandyspelare

### Ö
- Örjan Gustafsson (född 1968), miljövetare, kemist